# Safia focillatrix
Safia focillatrix är en fjärilsart som beskrevs av Heinrich Benno Möschler 1880. Safia focillatrix ingår i släktet Safia och familjen nattflyn. Inga underarter finns listade.